# Jędrzej Kotarbiński
Jędrzej Kotarbiński (ur. 19 listopada 1935 w Warszawie, zm. 27 lipca 2002 tamże) – geolog, specjalista w dziedzinie geomorfologii, wieloletni pracownik naukowy i dydaktyczny na Wydziale Geodezji i Kartografii Politechniki Warszawskiej.

## Życiorys
Jędrzej Kotarbiński ukończył studia na Wydziale Geologii Uniwersytetu Warszawskiego, kierunek Geologia stratygraficzna i poszukiwawcza, w 1957 r. Stopień doktora nauk geograficznych uzyskał w 1974 r. na Uniwersytecie Mikołaja Kopernika w Toruniu. W 1957 roku podjął pracę w Zakładzie Geografii Katedry Kartografii Politechniki Warszawskiej i kontynuował ją w Zakładzie Kartografii Instytutu Fotogrametrii i Kartografii na stanowisku: asystenta i starszego asystenta (do 1965), wykładowcy (do 1974) i adiunkta do końca września 1987 r. Prowadził zajęcia na kursie ogólnym i studiach zaocznych z Geologii i Geomorfologii, przekształcone w 1981 w Podstawy nauk o Ziemi, a także praktyki terenowe z geomorfologii i podstaw nauk o Ziemi (1970–1985).
We wrześniu 1987 roku, na skutek decyzji politycznych został niesprawiedliwie oceniony i usunięty z uczelni. Ponownie przywrócony decyzją rektora PW nie wrócił już na Wydział Geodezji i Kartografii. Od 1987 roku pracował w Państwowym Instytucie Geologicznym.
Był autorem wielu prac naukowych z dziedziny geologii i geomorfologii przedstawionych w ok. 20 publikacjach.